# کشتی سوخت‌رسان کلاس مامی
اویلر کلاس مامی (به انگلیسی: Maumee-class oiler) یک کلاس از کشتی است که طول آن ۶۱۴ فوت ۶ اینچ (۱۸۷٫۳۰ متر) می‌باشد.